# Neuenkehrsdorf
Der Weiler Neuenkehrsdorf ist ein Stadtteil von Riedenburg im niederbayerischen Landkreis Kelheim.

## Lage
Der Weiler liegt im Südosten von Riedenburg, direkt an der Altmühl. Durch Neuenkehrsdorf führt der Fischerei- und Naturlehrpfad Riedenburg.

## Geschichte
Hier befand sich von 15. bis zum 19. Jahrhundert der Hammer Neuenkehrsdorf. Die Straßenbezeichnung Hammerweg erinnert noch heute an dieses Werk. 1876 wurde der Betrieb durch den Beilgrieser Maurermeister Johann Baptist Prinstner auf die Herstellung von weißer Handholzpappe aus zerfaserten Hölzern umgestellt. Das bisherige Wasserrad, das früher die Hämmer und nun die Holzschleiferei antrieb, wurde 1899 ausgedient durch zwei Francis-Turbinen ersetzt. Die Ära der Pappenherstellung fand am 31. Dezember 2018 nach 142 Jahren ein Ende.